# مؤسسه قرن ۲۱
مؤسسهٔ قرن ۲۱ یک شرکت خصوصی ایرانی توزیع‌کننده فیلم در شبکه خانگی و ویدئو هنگام درخواست (VOD) است که دارای یک استودیوی دوبله متعلق به‌خود نیز می‌باشد.
از ابتدای سال ۱۳۹۶ پس از توقف تولید DVD و با کسب مجوز از وزارت فرهنگ و ارشاد اسلامی، قرن ۲۱ سرویس نمایش آنلاین محتوا (ویدئو هنگام درخواست VOD) را با عنوان «فیلم ۲۱» راه اندازی کرد.

## تاریخچه
محمد مهدی جعفری، فرهاد رحمتی، و جهانبخش بختیاری، با کسب مجوز از وزارت فرهنگ و ارشاد اسلامی در تاریخ بهمن ۱۳۸۰، با خرید ساختمانی به مساحت ۳۰۰ متر مربع در چهار طبقه و با زیربنای ۶۰۰ متر مربع واقع در میدان هفت تیر تهران، با نصب و راه‌اندازی تجهیزات فنی شامل سیستم تکثیر VHS، سیستم تدوین غیرخطی، استودیو دوبله دارای مجهزترین سیستم‌های صدابرداری و میکس آن زمان و ایجاد واحدهای اداری و بازرگانی، نهایتاً در تاریخ ۲۱ خرداد ۱۳۸۱، این شرکت را افتتاح کردند.

نام این شرکت (قرن ۲۱) پیشنهاد فرهاد رحمتی بود و ایده و طراحی آرم شرکت توسط امیر موسوی انجام شد.

پس از افتتاح شرکت، محمد مهدی جعفری به‌عنوان مدیر عامل و فرهاد رحمتی به‌عنوان رئیس هیئت مدیره انتخاب شدند، و جهانبخش بختیاری هم تنها شش ماه با قرن ۲۱ همراه بود و با واگذاری سهامش به فرهاد رحمتی، مؤسسه را برای همیشه ترک کرد.

تا آخر سال ۱۳۸۱، قرن ۲۱ موفق به توزیع ۳۰ عنوان فیلم سینمایی ایرانی و خارجی شد.

سال ۱۳۸۲، قرن ۲۱ اولین فروشگاه عرضه فیلم را در خیابان شریعتی جنب سینما فرهنگ تأسیس کرد و از همان ابتدا فیلم‌های سینمایی ایرانی خود را با فرمت DVD و کاملاً مطابق با استاندارد جهانی عرضه می‌کرد، در سال ۱۳۸۳ آن تعداد از این عناوین که دارای حق کپی رایت خارج از ایران بودند را توسط شرکتی که در دبی تأسیس کرده بود به بازار جهانی عرضه نمود که این فعالیت هیچگاه موفقیت مالی برای قرن ۲۱ نداشت.

قرن ۲۱ در سال ۱۳۸۲ برای اولین بار تبلیغاتی به شکل بیلبورد را در سطح شهر تهران انجام داد.

سال ۱۳۸۳ دفتر تحقیقات وزارت فرهنگ و ارشاد اسلامی دست به کار شد و آماری از موفقیت و محبوبیت موسسات ویدئو رسانه ایران تهیه کرد و نتیجه آن سهم ۷۰٪ قرن ۲۱ از این آمارگیری بود.

سال ۱۳۸۶ با حذف شدن فرمت VHS و جایگزینی آن با فرمت ویدئو سی‌دی (VCD) در سراسر ایران، قرن ۲۱ اقدام به تأسیس کارخانه تولید VCD و DVD کرد. کارخانه لوح فشرده قرن ۲۱ به شکل کاملاً مدرن واقع در شهرک صنعتی اشتهارد کرج در ابتدای سال ۱۳۸۸ رونمایی و شروع به کار کرد.

قرن ۲۱ تا آخر سال ۱۳۸۸ موفق به عرضه ۸۰۰ عنوان فیلم و انیمیشن گردید که از این تعداد، ۱۵۸ عنوان فیلم ایرانی بود که این رکورد، باعث شد محمد مهدی جعفری به عنوان موفق‌ترین مدیر موسسات و شرکت‌های ویدئو رسانه کشور در بیست و هشتمین جشنواره فیلم فجر مورد تقدیر قرار بگیرد. همچنین در مراسمی که برای اولین بار در مورد دوبله در اسفند سال ۱۳۸۸ در سالن وزارت فرهنگ و ارشاد اسلامی برگزار شد، جایزه بهترین فیلم دوبله‌شده، به قرن ۲۱ به خاطر دوبله فیلم تایتانیک اهدا گردید.

با پایان دهه ۱۳۸۰ و ورود به دهه ۱۳۹۰، دگرگونی اساسی در سطح مدیریت مؤسسه قرن ۲۱ رخ داد و فرهاد رحمتی سهام خود را واگذار نمود و محمد مهدی جعفری به تنهایی مدیریت شرکت را به‌دست گرفت.

با آغاز دهه ۱۳۹۰، قرن ۲۱ تولید و توزیع ویدئو سی‌دی (VCD) را متوقف کرد و همه محصولات را تنها در فرمت DVD به بازار عرضه می‌کرد، همچنین بعضی فیلم‌های قدیمی یا کم‌فروش، به شکل دو فیلم در یک DVD منتشر می‌شدند.

انیمیشن ماجراهای تن‌تن و میلو (۱۵ DVD) و در ادامه مجموعه راکی (۶ DVD)، مجموعه فیلم‌های بروس لی (۸ DVD) و مجموعه انیمیشن یاکاری (۱۱ DVD) هم در سال ۱۳۹۰ توسط قرن ۲۱ برای علاقمندان به جمع‌آوری سری کامل از یک گونه خاص منتشر شدند.

در ۲۸ خرداد ۱۳۹۱، قرن ۲۱ موفق به دریافت دیپلم افتخار از سوی هیئت داوری نخستین جشنواره بین‌المللی فیلم ویدئویی، به عنوان برترین مؤسسه دهه ۱۳۸۰ شد.

## محصولات شاخص
فیلم‌های رخساره (ایران)، من+اسب آبی (ایتالیا) و دیوار (هند) از اولین‌های فیلم‌های توزیع شده توسط این شرکت بودند.
افسانه کوهستان گرگ در تاریخ ۱۸ مرداد ۱۳۸۱ با مدیریت دوبلاژ توسط خسرو خسروشاهی، اولین فلیم دوبله شده در استودیو قرن ۲۱ بود.
دوبله و توزیع فیلم نابودگر ۲: روز داوری توسط قرن ۲۱ انجام گرفت.